# Leandro Almeida
Leandro Almeida da Silva, cunoscut ca Leandro Almeida (n. 14 martie 1987, Belo Horizonte, Brazilia) este un fotbalist aflat sub contract cu Dinamo Kiev.